# دانيال كارلسون (سائق راليات)
دانيال كارلسون (بالسويدية: Daniel Carlsson) مواليد 29 يونيو 1976، هو سائق راليات سويدي. بدأ مسيرته في سنة 1999. كان أول رالي له هو رالي السويد 1999. تنافس في بطولة العالم للراليات. صعد على المنصة مرة واحدة خلال مسيرته.

## فرق مثلها
- بيجو

## روابط خارجية
- دانيال كارلسون على موقع eWRC-results.com (الإنجليزية)